# Stage Struck
Stage Struck er en amerikansk stumfilm fra 1911.